# Sofja Wjatscheslawowna Samodurowa
Sofja Wjatscheslawowna Samodurowa (russisch Софья Вячеславовна Самодурова, englisch Sofia Vyacheslavovna Samodurova; * 30. Juli 2002 in Krasnojarsk) ist eine ehemalige russische Eiskunstläuferin. Sie ist die Europameisterin von 2019.
Ihr Trainer war Alexei Mischin.